# Размус Лердорф
Размус Лердорф (на датски: Rasmus Lerdorf, роден на 22 ноември 1968 г. в Кекертарсуак, Гренландия) е датски програмист, работещ в Канада.
Той е създателят на програмния език PHP и авторът на първите 2 версии на езика. Участва в разработването на следващите версии заедно с група програмисти, сред които Анди Гутманс и Зиив Сураски, които впоследствие основават компанията Zend Technologies.
През 1993 г. се дипломира в Университета в Уотърлоу (Канада) като бакалавър по приложни науки в областта на инженерното конструиране на системи. От септември 2002 г. работи за световноизвестната търсачка Yahoo! по изграждането на архитектурата на портала.

### Значими интервюта
- На сайта на издателство O'Reilly ((en))
- На сайта sitepoint.com Архив на оригинала от 2009-08-19 в Wayback Machine.
- Audio Conversation на сайта itconversations.com
- Интервю в подкаста FLOSS Weekly